# Nigel Cassidy
Nigel Cassidy (Sudbury, 7 dicembre 1945 – 19 maggio 2008) è stato un calciatore inglese, di ruolo attaccante.

## Carriera

### Giocatore
Tra il 1961 ed il 1963 gioca nelle giovanili del Norwich City, che però nel 1963 lo svincola; Cassidy inizia così a lavorare e a giocare come semiprofessionista con il Lowestoft Town, club della Eastern Counties League, con cui nell'arco di quattro stagioni segna in totale 103 reti in 94 presenze. Nell'estate del 1967 viene riacquistato dal Norwich City, con cui all'età di 22 anni esordisce tra i professionisti, nella seconda divisione inglese: trova tuttavia pochissimo spazio con i Canaries, tanto che nel dicembre del 1968 dopo sole 3 presenze viene ceduto allo Scunthorpe Utd, in quarta divisione; con gli Irons riesce a giocare in modo più regolare, e segna in totale 35 gol in 88 presenze fino al gennaio del 1970, quando viene acquistato dall'Oxford Utd, risalendo così in seconda divisione. Gioca con gli U's fino al termine della stagione 1973-1974, per un totale di 116 presenze e 33 reti in incontri di campionato (tutte in seconda divisione), per poi trascorrere gli ultimi mesi della stagione 1973-1974 (precisamente a partire dal marzo del 1974) e l'intera stagione 1974-1975 al Cambridge Utd, con cui mette a segno 11 reti in 43 presenze in quarta divisione. Trascorre quindi l'estate del 1975 nella NASL con i Denver Dynamos, con i quali segna un gol in 20 partite. Torna poi in patria, segnando altri 2 gol in 11 presenze in quarta divisione con il Cambridge United nei primi mesi della stagione 1975-1976, nella quale si trasferisce poi ai semiprofessionisti del Bicester Town, dove ricopre il doppio ruolo di giocatore ed allenatore. Smette poi di giocare nel 1976, all'età di 31 anni, complice anche un grave infortunio al tendine d'Achille subito nel marzo del 1975 che di fatto già da diverso tempo gli impediva di allenarsi e giocare con regolarità e all'altezza delle sue precedenti prestazioni.
In carriera ha totalizzato complessivamente 261 presenze e 81 reti nei campionati della Football League.

### Allenatore
Dopo la già citata esperienza al Bicester Town è stato anche per due stagioni allenatore dei semiprofessionisti del Banbury Utd.

## Palmarès

### Giocatore
- Eastern Counties Football League: 3

Lowestoft Town: 1964-1965, 1965-1966, 1966-1967
- Suffolk Premier Cup: 1

Lowestoft Town: 1966-1967